# Německé zločiny v Polsku za druhé světové války

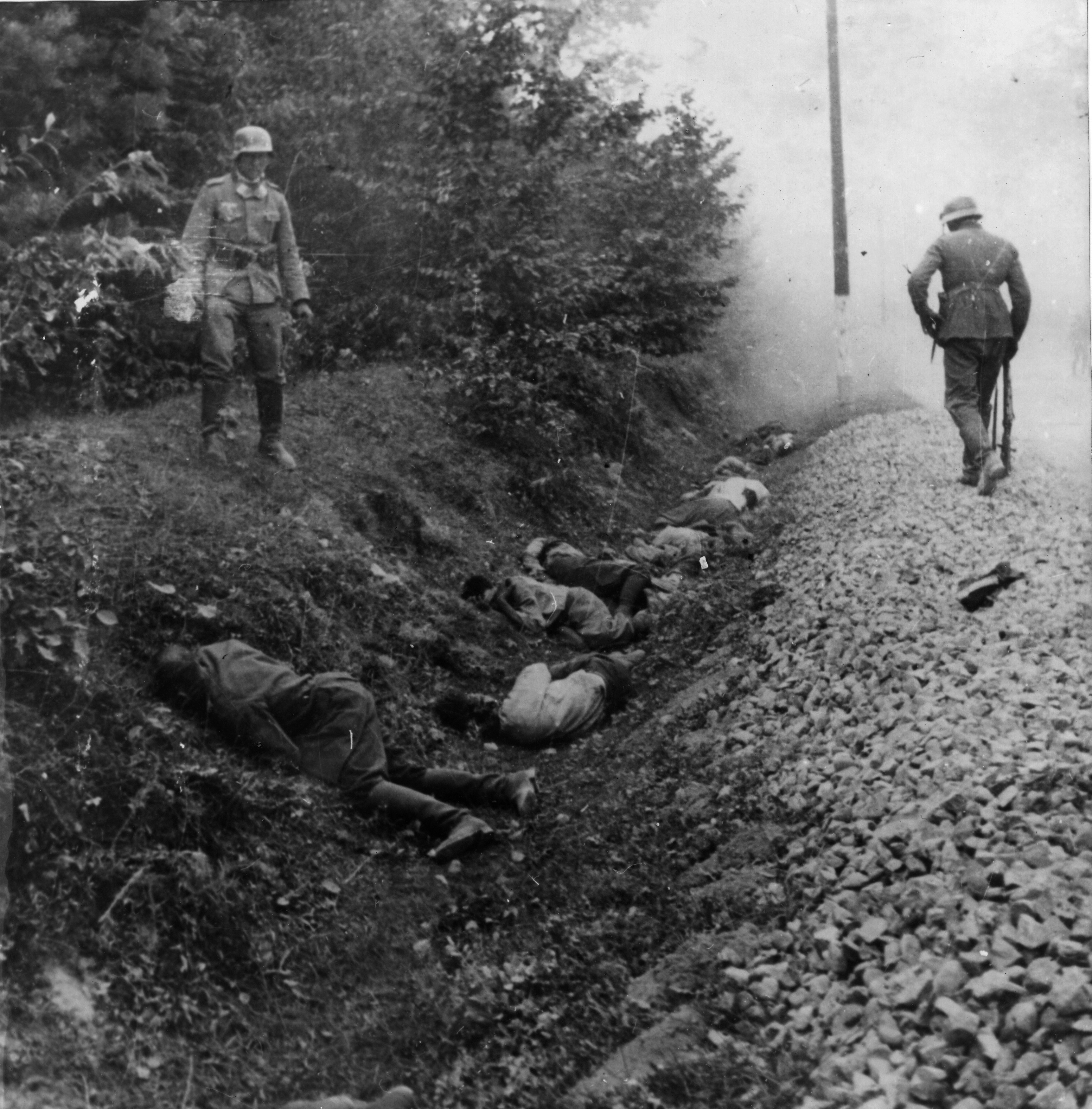
Masakr v Ciepielówě, při němž povraždil Wehrmacht 300 polských válečných zajatců

Německé zločiny v Polsku za druhé světové války byly zločiny spáchané nacistickým Německem na území Polska mezi lety 1939 až 1945. Operace začaly s invazí do Polska spolu s pomocnými prapory a pokračovaly během následné okupace Polska za druhé světové války. Spočívaly ve vraždě milionů etnických Poláků a systematickém vyhlazování polských Židů.
V roce 1946 byly tyto trestné činy Mezinárodním vojenským tribunálem v Norimberku během norimberského procesu klasifikovány jako zločin proti míru (agrese proti Polsku), válečné zločiny a zločiny proti lidskosti včetně genocidy (zejména holokaust).

## Agrese Německa proti Polsku

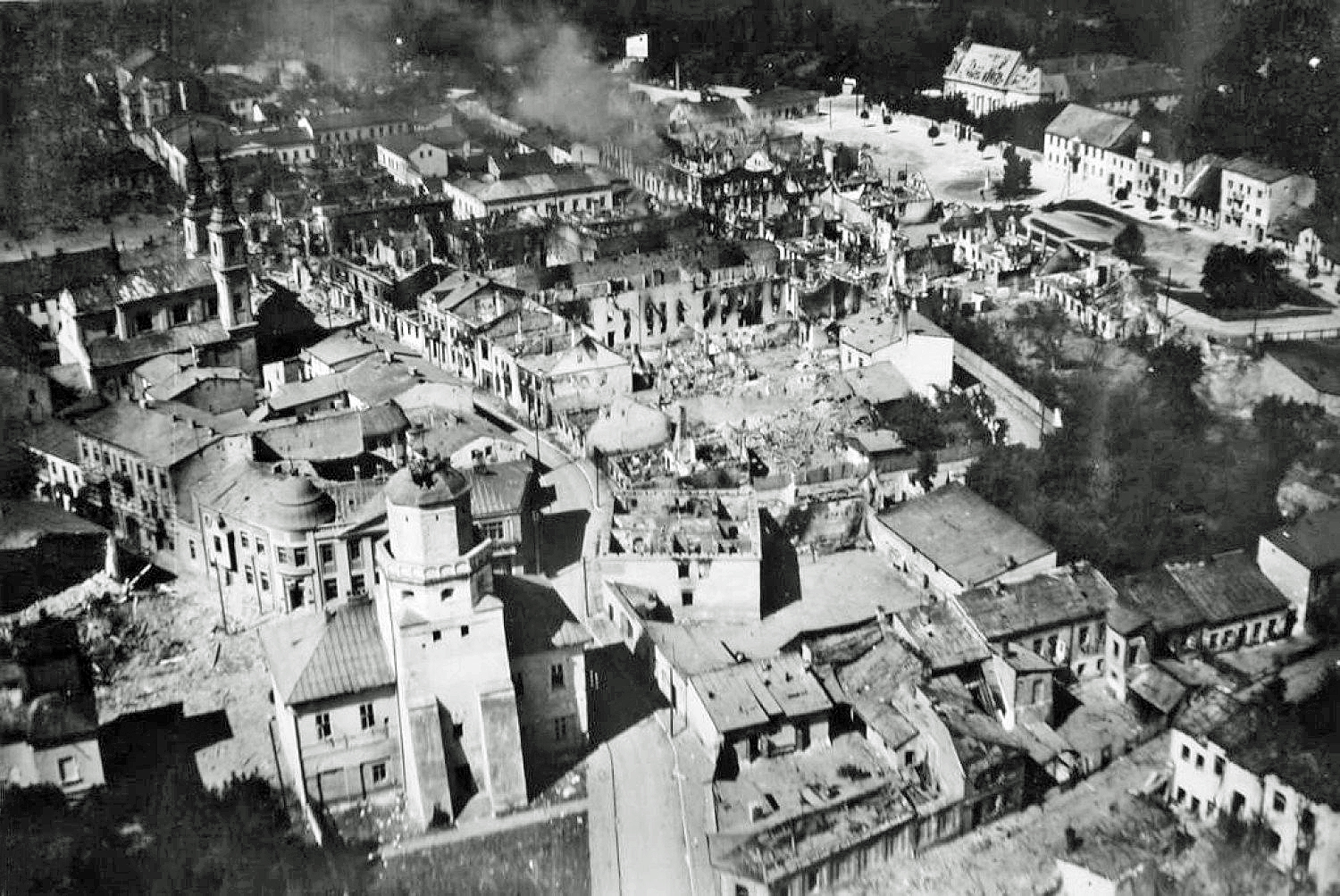
Centrum města Wieluń zničeném po německém bombardování 1. 9. 1939

1. září 1939 zahájilo Nacistické Německo agresi proti Polsku, jehož hlavním cílem bylo ukončit nezávislou existenci Polska. V rámci programu Generalplan Ost, který označoval slovanské obyvatelstvo jako méněcenné podlidi, měl polský národ přestat úplně existovat. Nezbytným předpokladem ke zničení polské svébytnosti a identity byla likvidace polské intelektuální elity.
Již během invaze do Polska páchaly německé branné síly v rozporu s válečným právem válečné zločiny na polských válečných zajatcích a na civilním obyvatelstvu. Luftwaffe již od vypuknutí války masivně bombardovala polské civilní obyvatelstvo. Během invaze od 1. září do 26. října 1939 provedli příslušníci jednotek Einsatzgruppen i Wehrmachtu 764 hromadných poprav polských válečných zajatců.
Na podkladě seznamu německých bezpečnostní služeb, který byl připraven již v květnu 1939, byli hromadně popravováni příslušníci polské elity. První vlna těchto zločinů proběhla v rámci Operace Tannenberg od 1. září do 25. října, kdy bylo Němci zabito 20–24 tisíc předních Poláků. Na podzim roku 1939 se uskutečnila akce Inteligence, při které bylo povražděno 40 tisíc příslušníků polské inteligence, učitelů, profesorů, vědců, kněží apod. Dalších 20 tisíc Poláků bylo v tomto období odvlečeno do koncentračních táborů. Tyto první vyhlazovací akce měly na svědomí zejména jednotky SS-Totenkopfverbände. Intelligenzaktion se prolínala s operací Tannenberg.

## Masové popravy
Součástí politiky teroru německých okupantů byly hromadné popravy, ve většině bez soudu, v rozporu s mezinárodním právem. Popravy byly politikou zastrašování a oslabení polské společnosti. Konaly se veřejně ve městech, někde i neveřejně, záleželo na rozhodnutí správních orgánů a německé policie. Největší hromadné popravy, při kterých zahynulo několik desítek tisíc lidí, se uskutečnily na různých místech v okolí měst Varšava, Nowy Sacz, Vilnius apod.

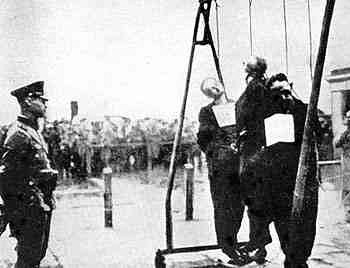
Jedna z mnoha veřejných poprav v Polsku v Lodži
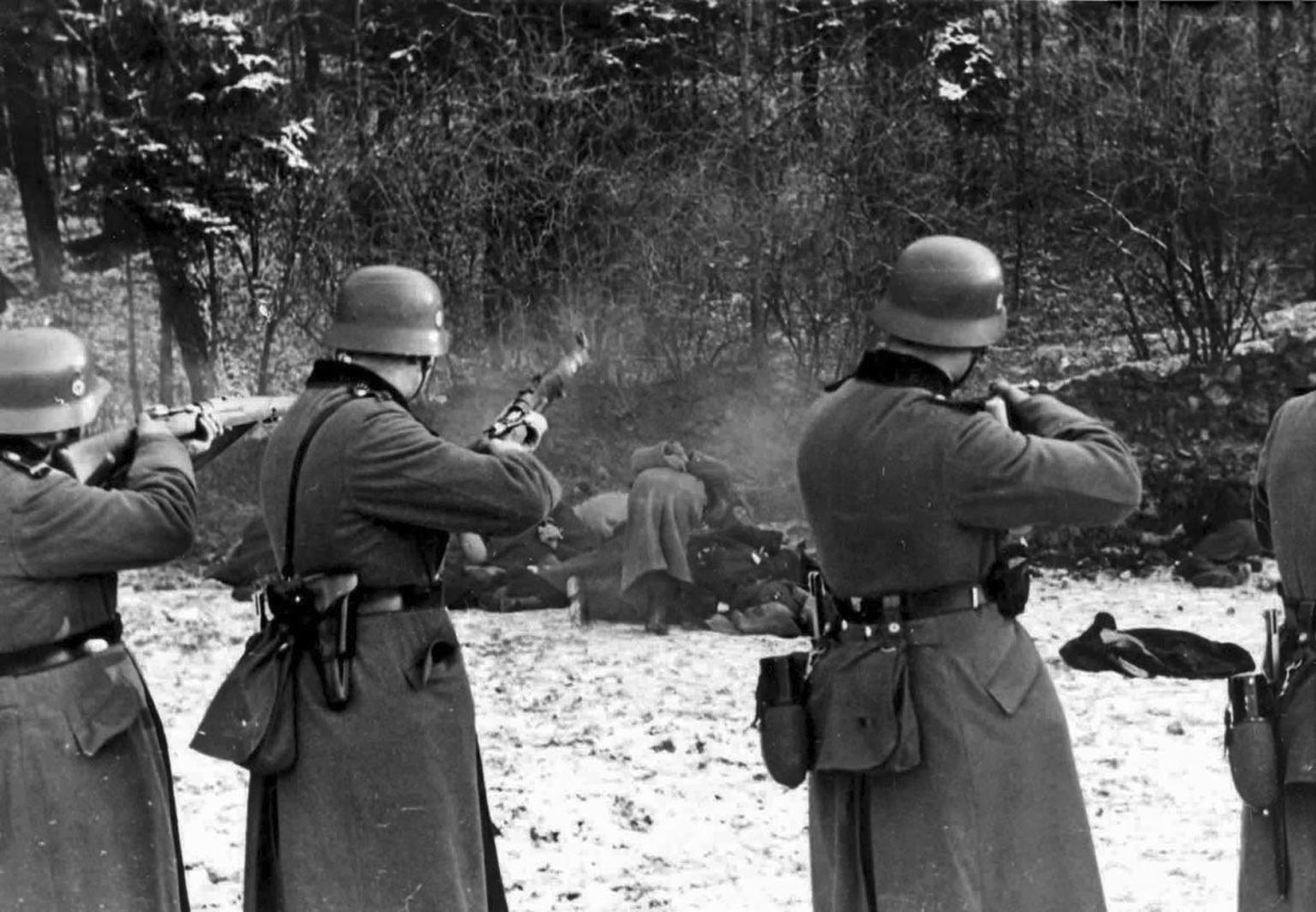
Masakr 56 Poláků v Bochni 18. prosince 1939
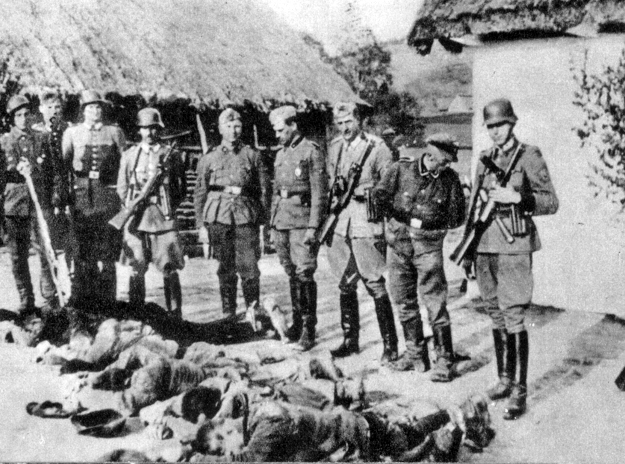
Polští rolníci zavraždění v roce 1943
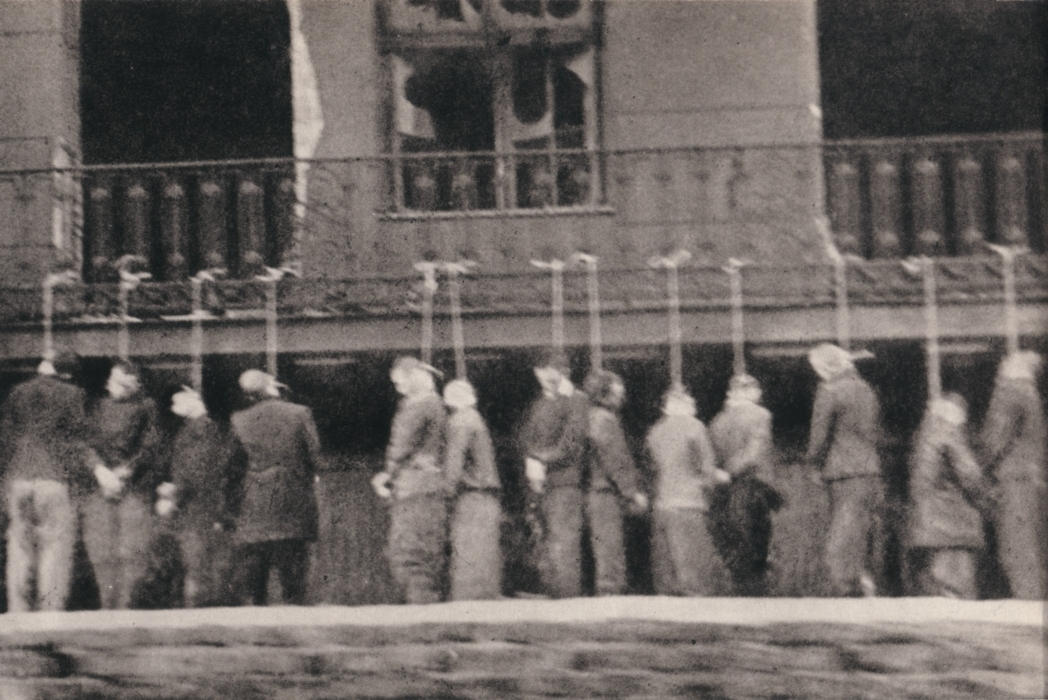
Vězni pověšení v ulici Leszno ve Varšavě, 11. února 1944

## Pacifikace venkova

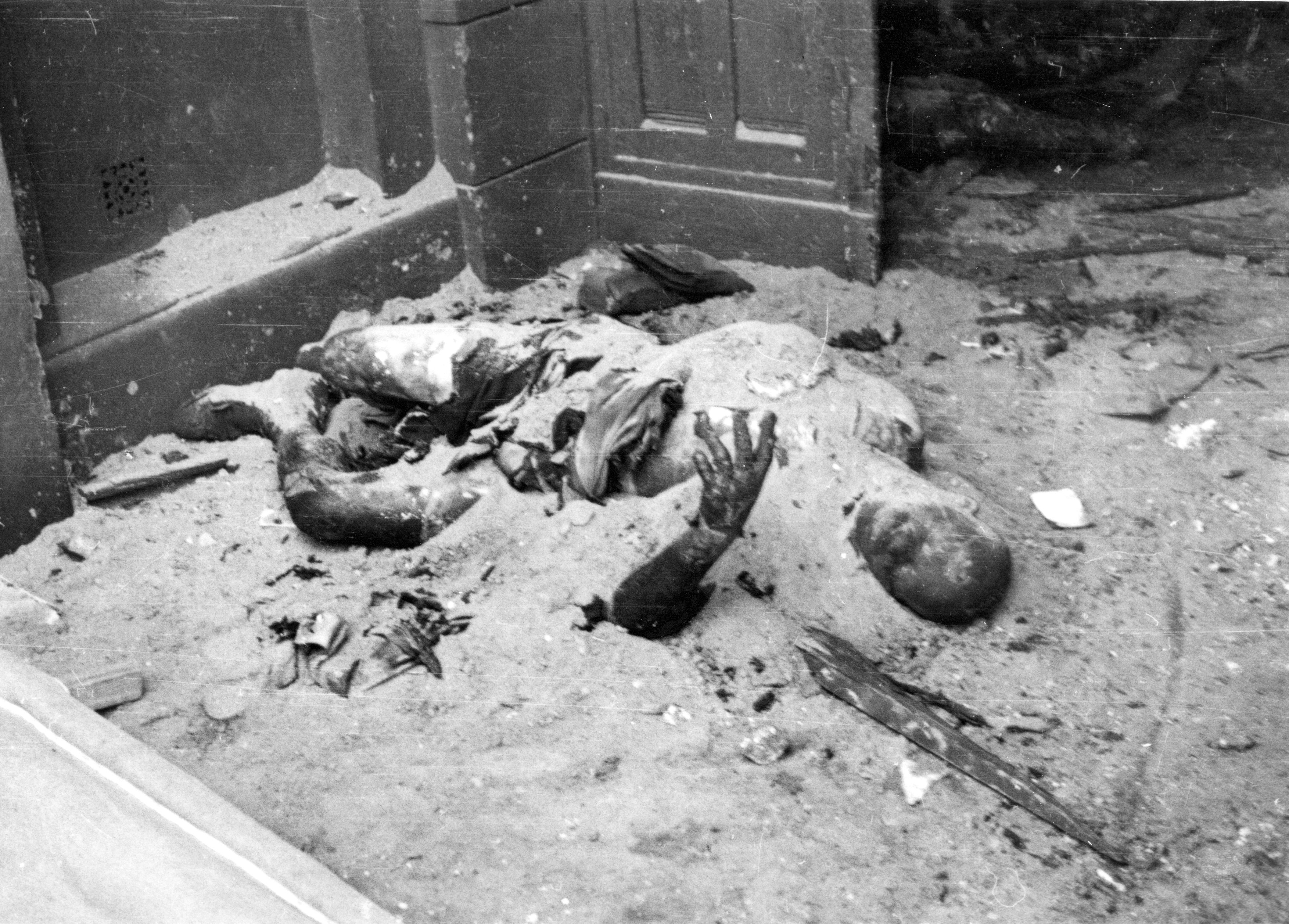
Civilista zasažený a spálený zásahem ze Nebelwerferu v časech Varšavského povstání

Na polském venkově probíhaly represálie, které byly součástí německého plánu vyhánění rolníků z jejich půdy. Děly se případně i v situacích, kdy rolníci skutečně či domněle pomáhali Židům či příslušníkům polského odboje. Ve většině[kdy?] případů se konaly popravy přímo ve vesnicích, docházelo k rabování majetku popravených rolníků, časté byly i případy, kdy lidé byli upálení zaživa. Některé vesnice byly zcela zničeny. Celkový počet takto zpacifikovaných vesnic v Polsku činil zhruba 800.

## Vraždění duševně nemocných
V souladu s politikou nacistické rasové ideologie byly provedeny válečné zločiny na duševně nemocných lidech. V rámci programu Akce T4 bylo Němci zavražděno zhruba 70 tisíc Poláků.

## Deportace obyvatel

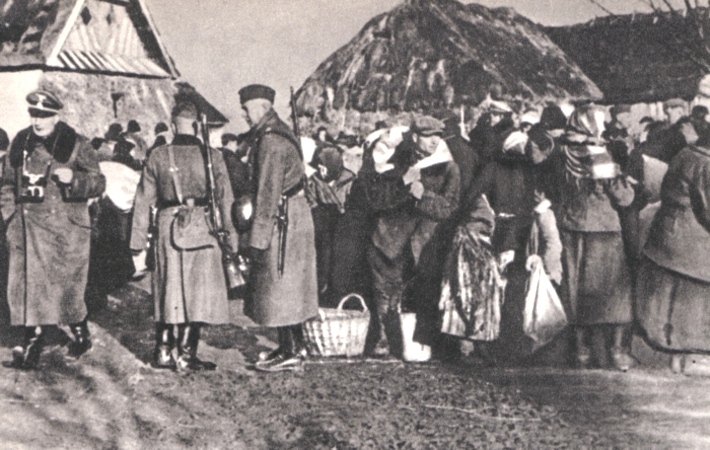
Vysídlování rolníků ze Zamośćké oblasti, prosinec 1942

Součástí německého plánu Generalplan Ost bylo masivní vysídlení polského obyvatelstva na východ, které se začalo realizovat již roku 1939. V říjnu 1939 rozhodlo německé vedení o vysídlení 700 tisíc Poláků z Velkopolska a Pomořanska. Za tímto účelem byla zřízena 11. prosince 1939 zvláštní kancelář na vysídlení Poláků a Židů, která měla sídlo v Poznani. Z těchto území bylo celkem vyhnáno 750 tisíc obyvatel, byli odsunuti za obtížných povětrnostních podmínek a mrazu; mnoho lidí, zejména dětí, umíralo vyčerpáním a na následky podchlazení.
V letech 1940–1941 bylo nuceno opustit své domovy za účelem zřízení vojenských cvičišť asi 170 tisíc lidí z oblastí Radom, Debica a Lublin. V letech 1942–1943 došlo k Akci Zamość, při která zahrnovala vysídlení 297 obcí se 110 tisíci obyvateli, místo kterých přišli do regionu Zamojszczyzna přistěhovalci německé národnosti z Besarábie, Ukrajiny, Bosny, Srbska a ze SSSR. Při akci zemřelo během přepravy několik tisíc lidí, 4500 dětí bylo násilně odtrženo od svých rodin a posláno ke germanizaci do Německa.
Obecně lze konstatovat, že v letech 1939–1945 vysídlili němečtí okupanti ze svých domovů 2 478 000 Poláků.

## Nucené práce

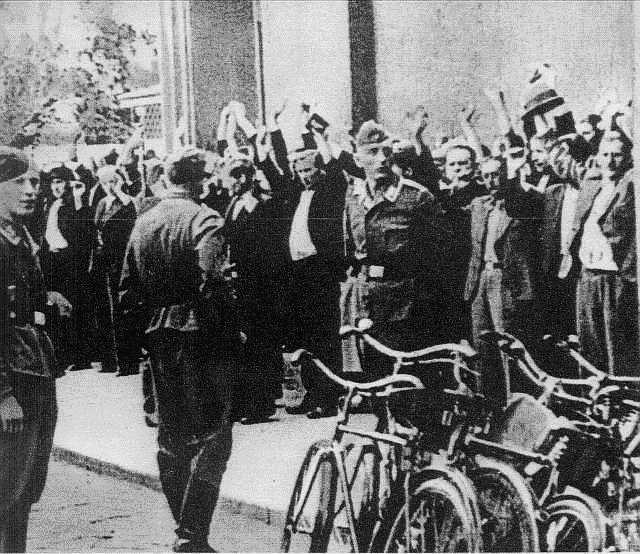
Masové zatýkání, Lapanka

V okupovaném Polsku byla široce využívána práce s otroky, která byla zavedena jako forma nepřímých vyhlazovacích táborů na pracovišti, kdy docházelo při namáhavé práci k devastaci organismu. Polští občané byli stejně jako příslušníci jiných národů zařazeni do programu totálního nasazení, do práce byly mnohdy nuceny i děti od 12 let. Polsko bylo jedinou zemí v okupované Evropě, kde byla využívána otrocká práce v tak velkém rozsahu. Na nucených pracích v nacistickém Německu pracovalo asi 2,5 miliónů Poláků. V období let 1943–1945 dosahovala úmrtnost kojenců a dětí z polských rodin, které byly využívány k otrocké práci, až 50 %. Podle zvláštních předpisů byly ženy nuceny k potratům, zatímco vybrané děti, které byly považovány jako rasově vhodné, byly násilím předávány do německých rodin.

## Židovský holocaust

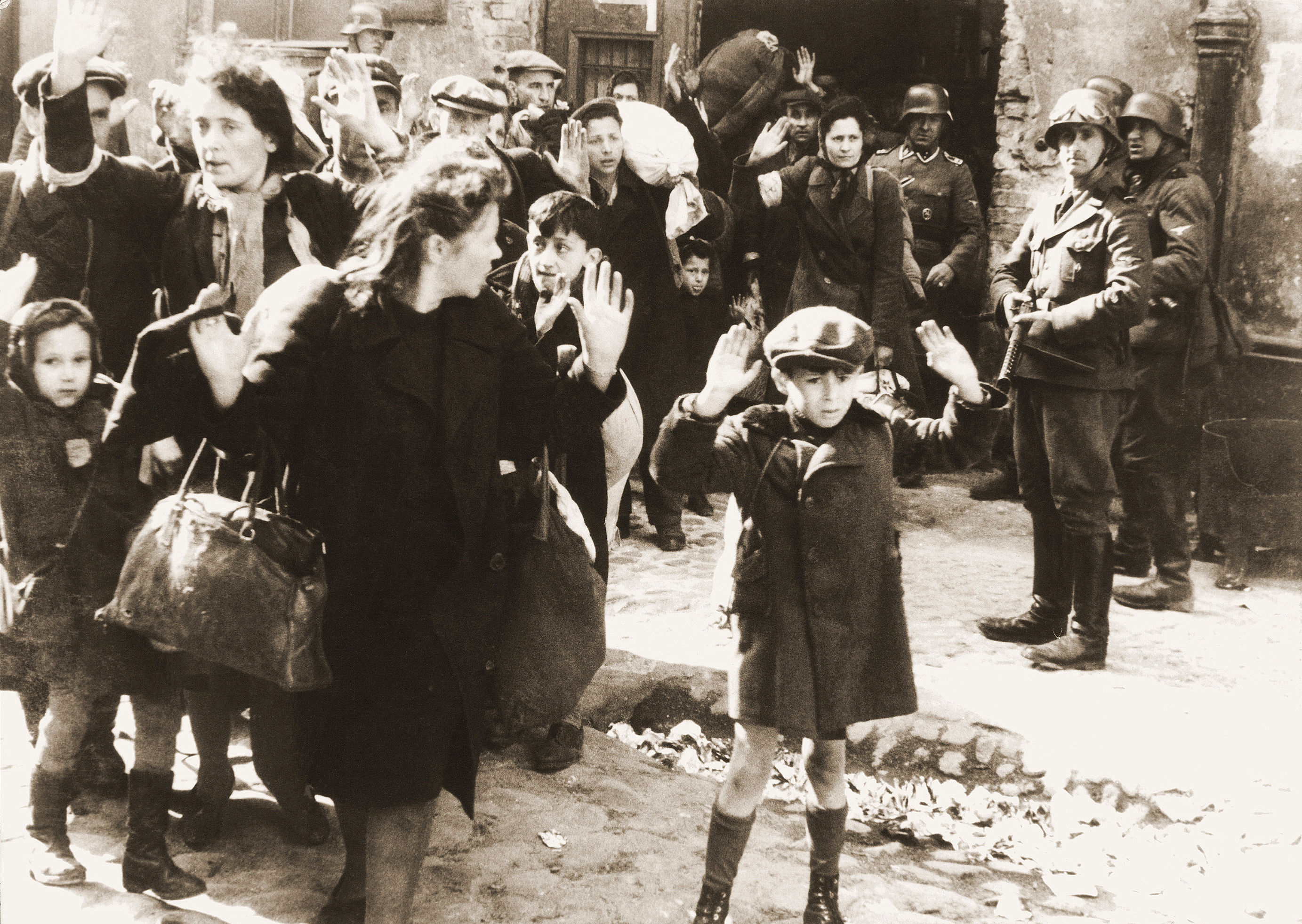
Známá fotografie z povstání ve Varšavském ghettu

V období let 1939–1945 Německo pronásledovalo Židy, kteří kromě Poláků, Romů a dalších národů, byli v souladu s německou rasistickou politikou považováni za podlidi. Židé byli posíláni do uzavřených ghett a koncentračních táborů, byl jim konfiskován majetek, byli nuceni pracovat na nucených pracích.
První ghetto pro židovské obyvatelstvo bylo zřízeno v roce 1939 v Piotrkowě, v roce 1940 v Lodži a ve Varšavě. V celé zemi bylo zřízeno 500 ghett, kde byly devastující životní podmínky. Židé trpěli nedostatkem potravin, léků, v ghettech řádily různé epidemie. Pouze ve Varšavském ghettu v období 1940–1942 zemřelo kvůli hladu a nemocím 100 tisíc Židů. Při Akci Reinhard v roce 1942 bylo zlikvidováno zhruba 2 milióny Židů.
Celkem zahynulo 2,7–3 milióny polských Židů, z toho zhruba 1,4 milionu v koncentračních táborech, přes 600 tisíc v ghettech a přes 700 tisíc při kolektivních nebo individuálních popravách.

## Odnárodnění a germanizace

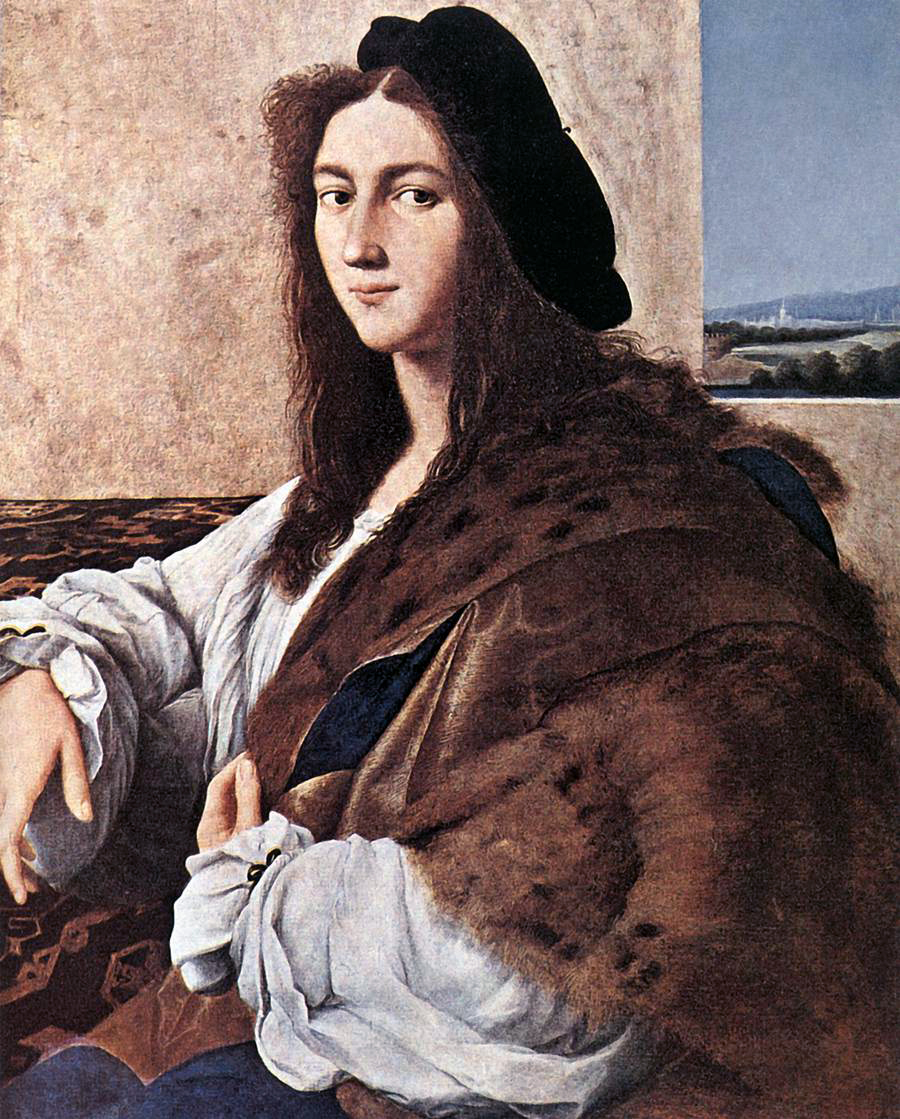
Rafael – Portrét mladého muže – jeden z nejcennějších obrazů muzea v Krakově. Odcizený nacisty v roce 1940, do dnešního dne nebyl nalezen a vrácen.

Německo se v okupovaném Polsku včetně území Generálního gouvernementu snažilo o odstranění polské kultury a polského jazyka. Docházelo k ničení polské kultury, zavládlo náboženské pronásledování, omezování přístupu Poláků k národní kultuře. Též docházelo ke změně etnického složení polských území, lidé byli vystěhováváni, docházelo k přejmenovávání měst a obcí na německé názvy. Byly vytvářeny formy ekonomického nátlaku, které měly donutit Poláky, aby se přihlásili k německé národnosti. Za okupace se k němectví pod různými formami nátlaku přihlásilo zhruba 1.800 tisíc Poláků.
Součástí germanizace byly i krádeže polských dětí, které byly proti své vůli i vůli rodičů násilně odvlékány do Německa k převýchově v německých rodinách. Jednalo se o ty děti, které dle německých rasových kritérií Lebensbornu byly k tomuto poněmčení vhodné. Celkem bylo v průběhu německé okupace Polska vyvezeno do Německa asi 200 tisíc polských dětí, po válce se podařilo získat zpět jen asi 15 % (30 tisíc dětí).

## Drancování a ničení pokladů národní kultury
Přípravy na drancování polských kulturních statků byly zahájeny v Německu ještě před vypuknutím druhé světové války. Plán systematické rabování státních a soukromých sbírek umění se uskutečnil na základě posudků německých historiků, kteří se s cennými díly seznámili již před válkou.
V Polsku byla ukradena díla obrovské hodnoty, jednalo se o obrazy, plastiky, knihy, cenné rukopisy, historické mapy, ale též kostelní zvony. Celkem Němci odcizili v Polsku asi 516 tisíc uměleckých děl, jejichž hodnota se v roce 2001 odhadovala na 11 miliard 140 miliónů EUR. Po válce se vrátilo jen nepatrné procento z tohoto kulturního dědictví Polska.

## Německé koncentrační tábory na likvidaci polského národa
Německé tábory v Polsku, jejichž celkový počet činil asi 3 tisíce, sloužily ke zničení polského národa prostřednictvím teroru a vyhlazování. Heinrich Himmler ve svém projevu k velitelům koncentračních táborů dne 15. února 1940 prohlásil, že cílem německého lidu je zničení všech Poláků. Celkem bylo v německých koncentračních táborů v Polsku zabito asi 1,3 milióny Poláků (mimo Židů).

## Celkový počet obětí v Polsku

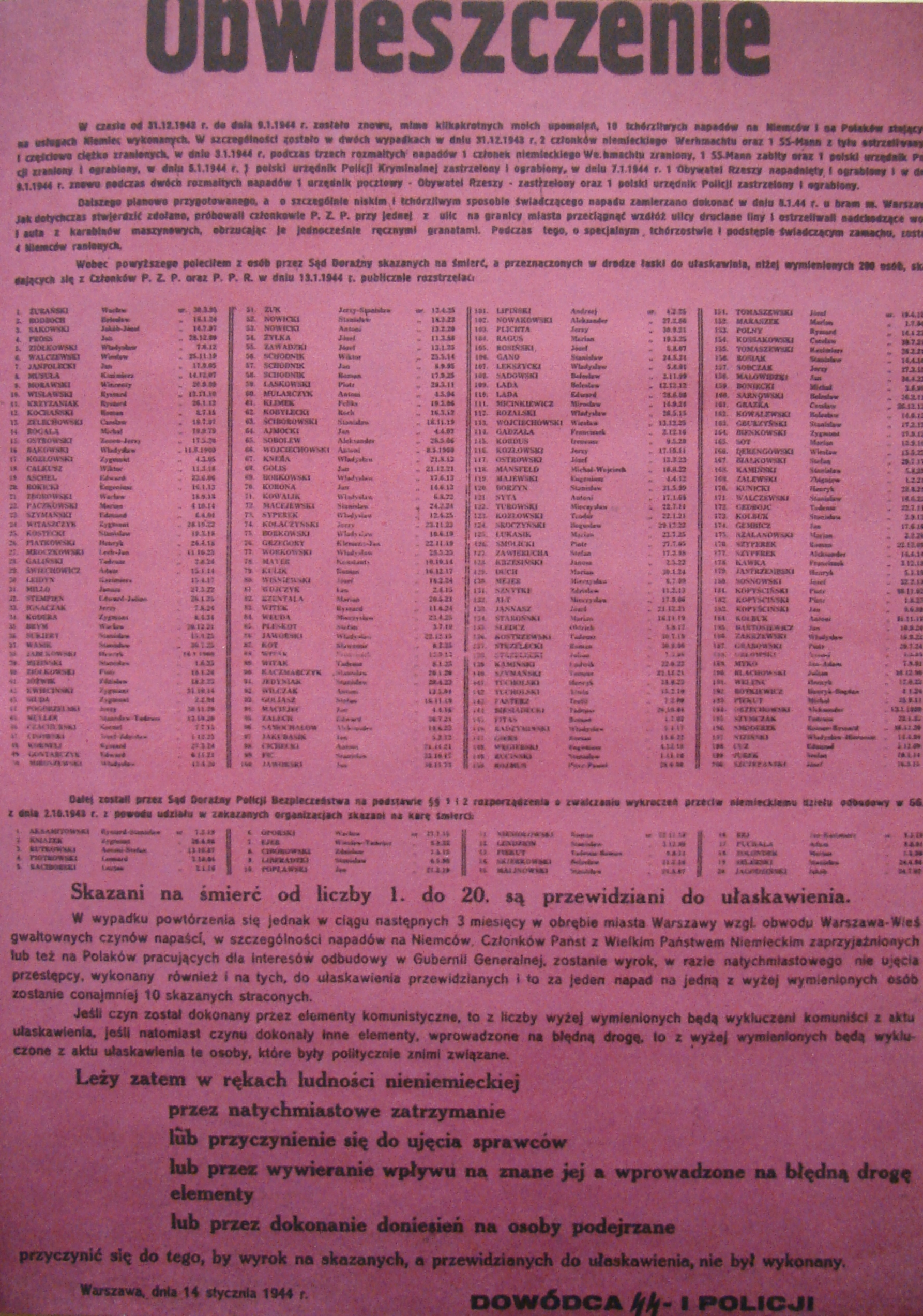
Oznámení o odsouzení k smrti 200 Poláků držených jako rukojmí v lednu 1944

Podle aktuálních údajů činí počet obětí nacismu v Polsku zhruba 5,6 až 6 miliónů polských občanů. Z toho přibližně 2,6–3 milióny tvoří Poláci a 2,7–3 milióny Židé. Zjistit přesný počet úmrtí je problematické, je třeba brát do úvahy mnoho dalších faktorů, s kterými se dosud nepočítalo (např. sníženou porodnost v době války apod.) Za tímto účelem vznikl v roce 2007 v polském Institutu národní paměti výzkumný program, který má stanovit reálný počet obětí nacismu v letech 1939–1945.
I po případném zreálnění čísel polských obětí je zřejmé, že Polsko ve srovnání s ostatními zeměmi mělo největší procentuální ztráty druhé světové války – přes 16 % obyvatel – viz Oběti druhé světové války.
Obětí germanizace se stalo 200 tisíc polských dětí, které byly v rámci Lebensbornu odebrány z polských rodin. Jednalo se o největší počet ze všech zemí, ve kterých byl tento zrůdný režim zaveden.
Na nucené práce do Německa bylo deportováno 2 460 000 osob, což je největší počet ze všech národů. Celkový počet totálně nasazených v celé Evropě činil zhruba 13,5 miliónů lidí.
Násilně bylo německými okupanty vysídleno 2 478 000 Poláků.
Kromě občanů předválečného Polska likvidovali Němci v koncentračních a vyhlazovacích táborech na okupovaném území Polska i občany jiných zemí, kteří sem byli deportováni. Jednalo se zhruba o jeden milión Židů a tisíce lidí nežidovského původu. Dále zde zahynulo přibližně 800 tisíc sovětských a další tisíce britských, francouzských a italských válečných zajatců.